# 神经精神病学评定表
神经精神病学评定表（英語：Schedules for Clinical Assessment in Neuropsychiatry，缩写为SCAN）是为诊断和测量可能出现在成人身上的精神病症状而由世界卫生组织创建的。 该评定表并非专门为ICD-10或精神疾病診斷與統計手冊（DSM-IV）创建，但评定表数据都可为其所用。神经精神病学评定表系统（SCAN system）曾被称为PSE，或当前状态测试（Present State Examination），但在该测试第十版(PSE-10)后更改为现名。目前所使用的评定表版本为第2.1版，也就是神经精神病学评定表第V.2.1，或 SCAN v.2.1，下文简称为SCAN。

## 面试项目
整个SCAN采访包括总计1,872个项目，分布在28个栏目中。但大多数患者只需要面试其中的的一部分，且每个部分的开头都有简述，用于评估该部分是否与患者实际情况相关。 SCAN各部分如下：

### 面试项目第一部分

#### 第零节 - 基本资料和社会状况
最开始的这一部分用于评估患者的基础资料和社会状况，如年龄，性别，教育程度等。
评级量表I

#### 第一节 - 开始面试及测试项目筛选
在第一节(事实上是第二节)，该面談将会开始询问面试对象，或患者他们经历过的症状。 本节内容将不用于诊断，它的目的是帮助面试官确定面试中的哪些项目要着重询问。该节内容同样是为SCAN面试第一部分（第二至十三节）所作的病情筛选节。

#### 第二节 - 身体型或解离型症状
第二节侧重于分析患者是身心性疾病或是解離症症状，该评估部分主要应用直接提问和直接观察患者的评估方式。

#### 第三节 - 担心，紧张等
第三节通过直接提出有关担忧情绪，神经紧张，肌肉紧张，疲劳，噪音敏感等问题，探讨患者目前的担忧程度和紧张程度。

#### 第四节 - 恐慌，焦虑和,恐懼症
第4节测量患者潜在的焦虑和恐惧症症状，及其相关的行为和生理反应，其中包括由于恐惧症而避免某些事物的行为。死亡恐惧和广泛性焦虑症也会在本节测量。

#### 第五节 - 强迫症症状
第五部分通过直接提问讨论受访者是否拥有强迫症（OCD）的行为特征。

#### 第六节 - 抑郁的情绪和想法
第6部分通过直接提问来测量被访者是否经常感到沮丧，是否情绪低落，有无不受控制的哭泣，失乐，失去感觉，自杀倾向，退出日常社会活动，失眠，嗜睡，心境恶劣障碍等等。

#### 第七节 - 思考，注意力，精力及兴趣
第7节通过直接提出关于注意力集中，对事物失去兴趣或动力，是否在日常事物中感到力不从心等相关问题来衡量受访者的认知功能。

#### 第八节 - 身体功能
第8节直接提出有关体重增加或减轻，食欲，睡眠情况和性欲等相关问题以衡量受访者相应身体功能。

#### 第九节 - 饮食失调
第9节旨在诊断进食障碍，如神經性暴食症，神经性厌食症等。

#### 第十节 - 膨胀的心情和想法
第10部分测量被访者是否经历欣快或异常高昂的情绪（如狂躁），其可用于诊断躁郁症等症状。

#### 第十一节 - 酒精使用情况
第十一部分通过直接提问，衡量受访者摄入酒精饮料的量，以及一些与酒精使用有关的社会，法律，身体等方面的问题。

#### 第十二节 - 除酒精外的精神药物使用情况
第十二节，同上节，通过直接询问有关處方藥，非法药物（毒品），尼古丁的问题衡量受访者情况。

#### 第十三节 - 第一部分测试的干扰和归因
面试人员根据面试情况和患者一般情况对本节进行评分，因此本节不能用提问完成。

#### 第十四节 - 第二部分项目筛选
就像第一部分一样，第十四部分是用来筛选症状的章节，例如对某受访者的第二部分是关于思觉失调的SCAN访谈。

### 面试项目第二部分

#### 第十五节 - 测试的语言问题
在这一部分，采访者将记录任何让面试无法顺利进行下去的，无法理解的语言内容。 如在第十五节出现问题，那么在很多其它部分的测试都将无法顺利完成。
评级量表II

#### 第十六节 - 除幻觉外的感知障碍
第十六部分，通过直接问答鉴定是否有非幻觉的其他感知障碍。受访者可能会表示自己的周遭环境被扭曲，显得不真实(失實症)，或者说他们自己不是真实的，而更像是一个戏里的人物(人格解體)。有关受测者认为其相貌被改变，或反应行为无法辨认等经历也会在该栏测试。

#### 第十七节 -幻觉
在这个部分，受访者将会被问道有关幻觉的，细分为在视觉系统, 聽覺系統 (口头或非口头)，嗅觉, 体感，或性方面的幻觉经历。

#### 第十八节 - 有关思想被干扰和意志被更改的经历
第18节衡量思想干扰的存在情况和类型。这些经历包括受访者认为其思想被读取，广播，窃取，脑内有类似人声，回声等。经历如受访者认为其思想被篡改，被插入其他内容，不由自主的思维停滞等；经历如受访者认为其意志被外因干扰操控，如意志被外界的声音，手写文字书稿，动作等干扰，也同样在该栏衡量。不同思路交替的能力，虽然并非受访者的经历，但也同样会在该栏测量。

#### 第十九节 -妄想
妄想被人窥视，或其他偏執狂产生的妄想，通过直接提问测试。在本节中还包括其他例如患者认知其自身为另一个人，患者认为其面相被其近期相处的人替换，关于串供的妄想等，也会在本节进行测量。另外，疑病症产生的妄想，宏伟的妄想等，也将直接由采访者评分。

#### 第二十节 - 有关第二部分症状分类的更多信息
该部分将被测试者在访谈完全结束后填写，有关SCAN访谈第二部分中精神分裂症和思觉失调的持续时间和过程以及其他症状。

#### 第二十一节 - 认知障碍和认知消退
本部分由被访者进行的一系列测试，以确定是否存在认知障碍，如失智症。该部分主要由“简易精神状态检查（MMSE）”组成。这包括测试受访者的能力，知道他们所处方位，日期和年份，记住单词，遵循指示，注意力和专注力等。

#### 第二十二节 - 运动和行为项目
这个部分将由面试官在观察被访者，或分析他们的医疗记录的基础上进行评分。非常多种项目将被评分，包括缺少活动，麻木，分心, 激动, 矛盾意向， 模仿行为，尴尬或离奇的行为, 戏剧性行为, 自残, 囤积物体, 以及一系列精神分裂症症状。
评级量表III

#### 第二十六节 -项目组清单(IGC)
评级量表IV

## 相关链接
- SCAN 2.1英文版 （页面存档备份，存于）